# Cleveland, Florida
Cleveland är en ort (CDP) i Charlotte County, i delstaten Florida, USA. Cleveland hade 2 990 invånare enligt 2010 års folkräkning.